# 松平忠功
松平 忠功（まつだいら ただかつ）は、江戸時代中期の大名。伊勢国桑名藩4代藩主。官位は従四位下・下総守。奥平松平家6代。

## 生涯
紀州藩7代藩主・徳川宗将の七男として誕生。桑名藩3代藩主・松平忠啓の実子が早世していたため、天明3年（1783年）5月2日に婿養子として迎えられた。天明6年（1786年）12月10日に忠啓が死去したため、天明7年（1787年）1月21日に家督を継ぐ。
当時、江戸幕府では老中松平定信による寛政の改革が行われていたが、忠功もそれに倣い寛政3年（1791年）に「御定書」を制定して藩財政再建のために経費節減や生活の簡素化、上意下達の徹底などの藩政改革を行なった。しかし寛政5年（1793年）11月28日、病気を理由に家督を異母弟で養子の忠和に譲って隠居し、以後の藩政改革は忠和に受け継がれることとなる。
文政13年（1830年）8月6日に死去。享年75。

## 系譜
父母
- 徳川宗将（実父）
- 徳子女王[2]、浄眼院 ー 伏見宮貞建親王の養女、今出川公詮の娘（実母）
- 松平忠啓（養父）

正室
- 久仁姫、桃仙院 ー 松平忠啓の娘

養子
- 松平忠和 ー 実弟